# Довга коса (море Лаптєвих)
До́вга коса́ (рос. Длинная коса) — невеликий острів у морі Лаптєвих, біля східного узбережжя півострову Таймир. Територіально відноситься до Красноярського краю, Росія.
Розташований на схід від півострова Суслова. Острів має видовжену форму, витягнутий із півночі на південь. Являє собою вузьку піщану косу, яка відмежовує затоку від моря.